# Skarb średzki

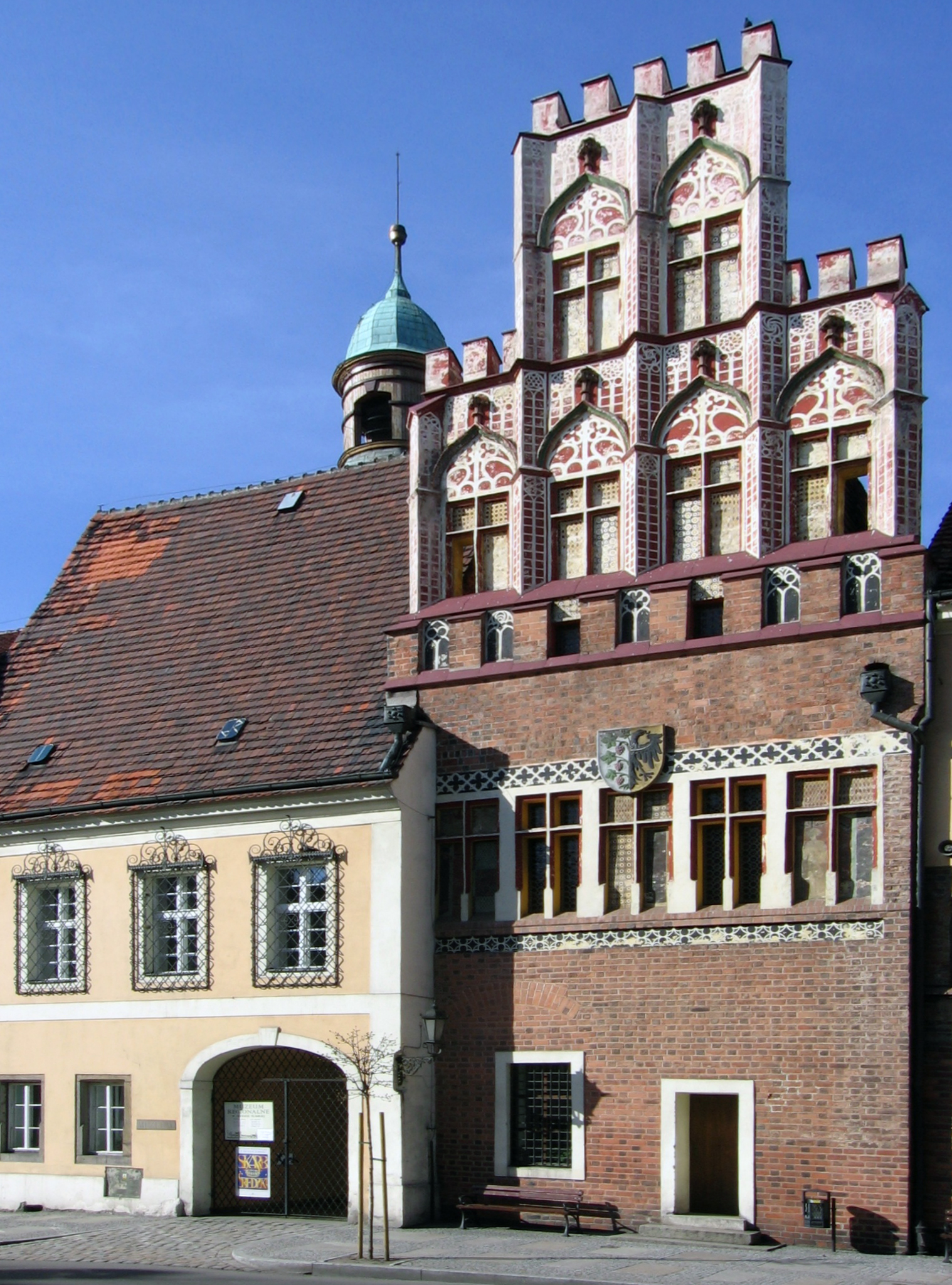
Muzeum Regionalne w Środzie Śląskiej, gdzie przechowywane są najcenniejsze eksponaty ze skarbu

Skarb średzki – jedno z najcenniejszych znalezisk archeologicznych XX wieku w Europie, kolekcja średniowiecznych monet i klejnotów, które należały do monarchów czeskich, znaleziona w 1985 i 1988 roku w Środzie Śląskiej podczas prac budowlanych prowadzonych wówczas przy ulicy Ignacego Daszyńskiego oraz na wysypisku gruzu znajdującym się na terenie Miejskiego Ośrodka Sportu i Rekreacji.
Skarb, który w większości został rozkradziony przez przypadkowych znalazców i odkrywców-amatorów, pod koniec lat 80. XX wieku był powodem akcji pod kryptonimem Korona przeprowadzonej przez funkcjonariuszy Milicji Obywatelskiej na terenie Polski oraz kilku procesów karnych.
W muzeach we Wrocławiu i Środzie Śląskiej znajdują się odzyskane fragmenty znaleziska: prawie 8000 monet, gotycka korona ślubna, złote pierścienie i inne elementy średniowiecznej biżuterii. Wszystko jest warte ok. 250 000 000 złotych.

## Historia skarbu

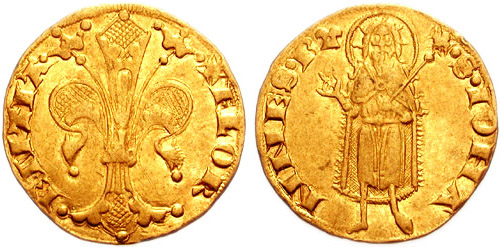
Floren (awers i rewers)

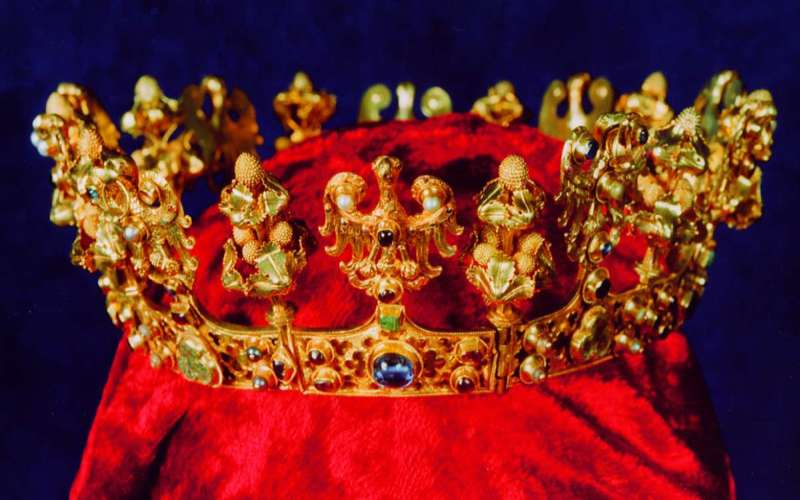
Korona średzka

### Okoliczności ukrycia skarbu
Skarb średzki został ukryty w połowie XIV wieku w okresie, w którym miasta Śląska nawiedziła epidemia dżumy. Według badań przeprowadzonych przez historyków zajmujących się jego pochodzeniem był prawdopodobnie własnością bogatego bankiera żydowskiego Mojżesza, który w 1348 roku dokonał we Wrocławiu korzystnej dla siebie transakcji pożyczkowej, w wyniku której król Czech Karol IV Luksemburski zastawił u niego znaczną część swoich kosztowności w zamian za wsparcie finansowe starań o koronę cesarską. Podczas czarnej śmierci Mojżesz w obawie przed prześladowaniami opuścił Środę Śląską i nigdy do niej nie powrócił. Nie odzyskał też skarbu, który zakopał w piwnicach swojego domu.

### Odnalezienie pierwszego skarbu
Na skrytkę średniowiecznego bankiera natrafiono dopiero po kilkuset latach podczas kopania fundamentów pod budynek centrali telefonicznej, gdy robotnicy znaleźli gliniany dzban wypełniony monetami. Skarb odkryto 8 czerwca 1985 roku przy ul. Ignacego Daszyńskiego 14, a znaleziono w nim 3771 srebrnych monet pochodzących z I połowy XIV wieku: grosze praskie i grosze miśnieńskie. Znalezisko to zabezpieczone przez miejscowych funkcjonariuszy Milicji Obywatelskiej trafiło później do Muzeum Archeologicznego we Wrocławiu. Nie podjęto wówczas żadnych prac badawczych w miejscu dokonania znaleziska i przy ulicy Ignacego Daszyńskiego kontynuowano dalsze prace budowlane.

### Odnalezienie drugiego skarbu
Po raz drugi na skarb średzki natrafiono 24 maja 1988 roku podczas rozbiórki kamienicy, która mieściła się przy ulicy Ignacego Daszyńskiego 14. Nowe odkrycie, znacznie większe od poprzedniego, stało się szybko lokalną sensacją, która ściągnęła na miejsce znaleziska rzesze przypadkowych osób poszukujących srebra i złota. Z ruin piwnic domu, zanim zareagowały odpowiednie władze, wyniesiono znaczną część monet i biżuterii. Z czasem pojawiła się także informacja, z której wynikało to, że precjoza pochodzące ze skarbu średzkiego można znaleźć na wysypisku gruzu zlokalizowanym na terenie Miejskiego Ośrodka Sportu i Rekreacji im. XXX-lecia Polskiej Rzeczypospolitej Ludowej. Tam także pojawili się poszukiwacze, którzy przeszukiwali hałdy gruzu w nadziei znalezienia czegoś drogocennego.
Dopiero po reakcji lokalnych społeczników rozpoczęły się oficjalne wykopaliska. Początkowo prowadzono je z udziałem młodzieży szkolnej i słuchaczy szkoły milicyjnej Wojewódzkiego Ośrodka Szkolenia Milicji Obywatelskiej z Wrocławia, dopiero później pojawili się w Środzie Śląskiej zawodowi archeolodzy. Nie udało się jednak przeciwdziałać poszukiwaniom prowadzonym przez osoby postronne. Władze lokalne zarządziły więc akcję skupowania znalezisk od przypadkowych znalazców. Nie przyniosła ona jednak zadowalających rezultatów i w sprawę skarbu średzkiego włączyli się milicjanci oraz prokuratura. Z apelem do osób przywłaszczających sobie monety i inne drogocenne przedmioty wystąpił ówczesny minister kultury i sztuki Aleksander Krawczuk, który zaoferował za każdą oddaną rzecz nagrodę w wysokości trzykrotnej wartości kruszcu. Wiele osób na tę propozycję przystało, część jednak nie zareagowała. W konsekwencji funkcjonariusze Milicji Obywatelskiej zorganizowali operację poszukiwawczą o kryptonimie Korona, która objęła obszar całej Polski. W jej wyniku doszło do postawienia zarzutów kilku osobom i procesów karnych. Większość osób winnych zaniedbań ze względu na ogłoszoną amnestię uniknęła kary, a afery te ujawnił w książce-reportażu pt. Miasto skarbów reporter i dokumentalista Tomasz Bonek.
Pomimo podejmowanych prób nie udało się odnaleźć wszystkich ukradzionych elementów skarbu średzkiego. Co kilka lat pojawiają się w mediach informacje mówiące o odzyskaniu lub pozyskaniu przedmiotów do niego należących. Ze skarbu odkrytego 24 maja zinwentaryzowano złote precjoza omówione niżej, a także 39 złotych monet oraz 3924 srebrnych.

### Elementy skarbu odzyskane po1997roku
- W 2005 roku funkcjonariusze policji odzyskali dwa fragmenty korony: orła zdobionego trzema perłami i kwiaton, a także datowany na XIII wiek pierścień z inskrypcją i perłą oraz monetę[4][5].

### Inwentaryzacja znaleziska
Do 1995 roku prowadzono prace rekonstrukcyjne oraz katalogowanie zabytków. W wyniku tych prac stwierdzono to, że w skład skarbu średzkiego, nie licząc biżuterii i złotych florenów, wchodzi 7691 monet srebrnych, z czego:
- 3700 znalazło się w Muzeum Archeologicznym we Wrocławiu,
- 3900 wpisano do inwentarza Muzeum Narodowego we Wrocławiu,
- 91 wpisano do inwentarza Muzeum Regionalnego w Środzie Śląskiej.

Po podziale eksponatów w 1997 roku większa ich część została umieszczona na stałej wystawie w Muzeum Regionalnym w Środzie Śląskiej. Natomiast pozostałe trafiły do Muzeum Archeologicznego we Wrocławiu.

## Eksponaty skarbu średzkiego przechowywane w muzeach na Dolnym Śląsku

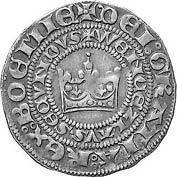
Grosz praski Wacława II (awers)

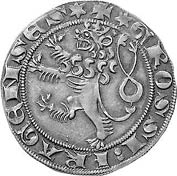
Grosz praski Wacława II (rewers)

- Złota korona kobieca prawdopodobnie należąca do żony cesarza Karola IV Luksemburskiego, Blanki de Valois – wykonana w warsztacie sycylijskich mistrzów złotniczych, gotycka, segmentowa (pierwotnie złożona z 10 segmentów) (najcenniejszy eksponat kolekcji). Wysokość 62 mm, średnica wewnętrzna 160 mm[6], a zewnętrzna ok. 210 mm; waga (wraz z elementami odtworzonymi) 587 g[7]. Zrekonstruowana w 1995 roku[6] po zniszczeniach dokonanych przez złodziei w trakcie szabrowania skarbu. Z 10 pierwotnych segmentów, z których każdy zwieńczony był orłem trzymającym w dziobie pierścień, do czasu rekonstrukcji (czyli do 1995 roku) nie zachowały się dwa segmenty, a także dwa orły z innych segmentów i pierścień w dziobie kolejnego[6]. Z 10 kwiatonów nie zachowały się dwa[6]. Były też pomniejsze braki drobnych fragmentów i kamieni[6]. Brakujące segmenty, orły i kwiatony odtworzono[6]. Wiek powstania korony określa się na koniec XIII wieku (niepewny) i pierwszą ćwierć XIV wieku[8], jednak w następnej ćwierci niektóre elementy były naprawiane lub nawet zastąpione nowymi[6]. Wykonana ze stopu złota (od ponad 60% do ponad 70%) i srebra (ponad 20%) z domieszką miedzi[9], zdobiona szlifowanymi kamieniami szlachetnymi i emalią[10]. Wyniki badań gemmologicznych kamieni szlachetnych z korony, publikowane w latach 90. XX wieku, wskazywały na to, że w koronie oprócz pereł występują głównie czerwone granaty oraz rzadsze niebieskie spinele i szafiry, 7 szmaragdów, pojedyncze akwamaryny i dwa tektyty; łącznie ze 195 kamieni zdobiących koronę (nie licząc bardzo drobnych kamieni w plakietkach z emalią) zachowało się 112[10]. Jedna z publikacji opisywała także ametysty[11]. W roku 2018 opublikowano wyniki powtórnych badań gemmologicznych kamieni z korony, w tym wykonanych nowymi metodami, zwłaszcza spektroskopią ramanowską[12]. Dzięki temu sprostowano niektóre oznaczenia ze starszych publikacji. Wykluczono obecność ametystów, wszystkie kryształy uznane za spinele okazały się szafirami lub granatami, a dwa kamienie uznane wcześniej za tektyty i jeden uznany za szmaragd są prawdopodobnie zielonym szkłem[13]. Jeden kamień oznaczony wcześniej jako szmaragd uznano za chryzopraz[14]. Granaty zidentyfikowano jako almandyny i almandyny-piropy. Stwierdzono, że w zachowanej części korony występuje 55 granatów barwy czerwonej, 27 lub 28 pereł, 20 szafirów, 6 szmaragdów, 3 kawałki przypuszczalnego zielonego szkła i 1 chryzopraz. W publikacji tej uwzględniono ponadto wcześniej nie badany gemmologicznie drobny element korony (orła) odzyskany w roku 2005 – stwierdzono w nim 6 almandynów, dwie perły, dwa kawałki zielonego szkła, szafir i szmaragd[15].
- Kolista zapona z kameą z chalcedonu w postaci orła, ozdobiona szlifowanymi kamieniami szlachetnymi[16] – wykonana w warsztacie włoskich mistrzów złotniczych w II połowy XIII wieku, a sama kamea około 1240 roku[17] Średnica 129 mm, masa 217 g[6]. Pierwotnie w zaponie znajdowało się 69 kamieni i pereł, jednak 22 nie zachowały się; wśród zachowanych przeważają granaty i szmaragdy, są też 4 perły, szafir i chalcedonowa kamea[16].
- Para złotych zawieszek pochodzących z XII wieku. Jedna ma rozmiar około 65,5 × 58,5 mm i masę ponad 41 g, druga około 66,5 × 63,5 i masę ponad 42 g[18]. Awers obu zdobiony dwoma dużymi kamieniami szlachetnymi położonymi nad sobą: cytrynem i szafirem, jednak w odwróconej kolejności – na pierwszej szafir jest u góry, na drugiej u dołu[19]. Awers pierwszej miał dodatkowo 11 kamieni mniejszych, z tego zachowały się cztery czerwone granaty[19]. Awers drugiej również miał 11 mniejszych kamieni, z tego zachowały się trzy czerwone granaty i jeden kwarc mleczny[19]. Rewersy obu zdobione były siedmioma kamieniami na każdej zawieszce, z tego zachowały się po dwie perły na każdej, przypuszcza się, że brakujące okazy również były perłami[19].
- Para złotych zawieszek pochodzących z XIII wieku rozmiarów około 62 na 60,5 mm i masy ponad 29 g każda[20]. Każda z zawieszek ma zdobioną tylko jedną stronę[20].
- Złota taśma o szerokości 2,8 cm i grubości 0,1 mm, dekorowana wytłaczanym ornamentem wzdłuż obu krawędzi[21]. Po odkryciu pocięta przez złodziei na cztery odzyskane później kawałki różnej długości. Łączna długość 90 cm, masa 38,4 g[21].
- Pierścień z głowami smoków ujmujących niezachowany kamień szlachetny[22]. Datowany na drugą połowę XIII wieku[22] Wykonany ze złota, ma średnicę 21,6 mm i masę 5,3 g[22]. Został rozerwany na trzy części przez osoby rabujące skarb średzki w 1988 roku, scalone później przez konserwatorów (drobnych elementów nie odzyskano)[22].
- Pierścień z szafirem – waży 4,6 g, o średnicy 20,5 mm, wykonany ze złota, szafir gwiaździsty; pierścień nie został uszkodzony podczas rabunku po znalezieniu[23].
- Sygnet z wyobrażeniem gwiazdy i półksiężyca[24].
- Zapinka (bransoleta) o wadze 14,8 g i średnicy (obręczy) 59 mm wykonana ze złotego drutu[25]. Podzielona jest sześcioma złotymi paciorkami na jednakowe części, a samo zapięcie zdobi figura ptaka drapieżnego[25]. Datowana na XIII wiek[25]
- Monety – w większości srebrne grosze praskie wybite w czasie panowania Wacława II i Karola IV Luksemburskiego, ale także złote floreny, dukat, halerz i grosze miśnieńskie pochodzące z okresu panowania Fryderyka II Poważnego.